# Kevser Yeşiltaş
Kevser Yeşiltaş Yalçın (Izmir, 1971) és una assagista, poeta i novel·lista turca. Va rebre formació professional com a dissenyadora gràfica i treballa com a directora en una empresa turca. Va escriure poesia sufí en Senin Adın Aşk (El teu nom és Amor) i va publicar llibres sobre Rumi, com a Tevhid Sırları: Mevlana Öğretisini Kavramak (Els secrets del tevhid/unió: Comprendre la doctrina de Rumi), Yunus Emre, Hacı Bektaş, tots maestres del tasavvuf, como també sobre Ibn al-Arabí o Hallac Mansur. La sèrie de televisió Muhteşem Yüzyıl (El segle magnífic) ha hagut de pagar una indemnització a Kevser Yeşiltaş per usar un poema de la poetessa sense permís.